# Azoderivado
Un grupo azo es un grupo funcional del tipo R-N=N-R', en donde R y R' son grupos que contienen átomos de carbono, y los átomos de nitrógeno están unidos por un enlace doble. Los compuestos que contienen el enlace -N=N- se denominan azoderivados, compuestos azoicos, o azocompuestos.
Cuando el grupo azo está conjugado con dos anillos aromáticos, el compuesto que lo contiene absorbe radiación electromagnética en el espectro visible, por lo que presenta coloración y, además, ésta es intensa. Por esto son empleados como colorantes en la industria textil, papelera, alimentaria, etc. Por ejemplo, el p-dimetilaminoazobenceno se empleó como colorante en la margarina.
La presencia de otros grupos en el compuesto puede provocar que este absorba a distintas longitudes de onda (por tanto se obtienen distintos compuestos con distintos colores). También pueden provocar que el compuesto absorba la luz con mayor o menor intensidad. Asimismo, algunos grupos (por ejemplo grupos sulfónicos) sirven para que el compuesto sea soluble en el medio en el que se va a aplicar.
En 1884 se sintetizó el Rojo Congo, un colorante azoico que se empleó para teñir algodón, y actualmente los colorantes azoicos son los más empleados en la industria textil.

Naranja de metilo

Estos compuestos también se utilizan como indicadores en volumetrías ácido-base. Por ejemplo, el naranja de metilo (o anaranjado de metilo). Según el pH el naranja de metilo puede tener el grupo azo protonado o no, presentando de esta forma diferentes colores según el pH.
Se ha hablado de su peligrosidad como agentes cancerígenos

## Química orgánica

### Compuestos azoicos de arilo o alirulos
Los compuestos azoicos de arilo suelen ser especies cristalinas y estables. El azobenceno es el compuesto aromático azoico prototípico. Existe principalmente como el isómero trans, pero a través de fotólisis, se convierte en el isómero cis. Los compuestos aromáticos azoicos pueden ser sintetizados usando la reacción de acoplamiento diazoico, que involucran una reacción de sustitución electrofílica aromática, donde un catión aril diazonio ataca a otro anillo de arilo, especialmente aquellos que tienen grupos liberadores de electrones. Puesto que las sales de diazonio suelen ser inestables cerca a la temperatura ambiente, las reacciones de acoplamiento diazoico suelen ser llevadas a cabo a temperaturas bajas (alrededor de 0 °C). La oxidación de las hidrazinas también produce compuestos azoicos.

### Compuestos azoicos de alquilo
Los compuestos azoicos alifáticos ((R y/o R' = alifático) son menos comunes que los compuestos azoicos de arilo. Un ejemplo es el dietildiazeno, EtN=NEt. A temperaturas elevadas o irradiación, los enlaces carbono-nitrógeno (C-N) en ciertos compuestos azoicos de alquilo se rompen con la pérdida de gas nitrógeno para generar radicales libres. Debido a este proceso, algunos compuestos azoicos alifáticos se utilizan como iniciadores de radicales. Un ejemplo representativo es el azobisisobutilonitrilo (AIBN), que se usa ampliamente como un iniciador en la polimerización. Debido a su inestabilidad, especialmente para los alifáticos, debe tenerse cuidado al manejar compuestos azoicos, o puede ocurrir una explosión.